# Григорий Български (презвитер)
Свети Григорий е български монах и книжовник от 10 век.

## Биография
Сведенията за този светец са оскъдни. Предполага се, че това е „презвитер и монах Григорий, клирик на всички български църкви“, който е живял по времето на българските царе Симеон I Велики (893 – 927) и Петър I (927 – 969).
Св. Григорий е един от изявените старобългарски книжовници, особено като преводач и преписвач. Той превежда хрониката на Йоан Малала (VІ в.), като я допълва с бележки от библейските книги и други исторически паметници.
Допуска се, че е превел и известната „Хроника“ на Георги Амартол. Вероятно е ръкоположен за епископ на Пелагония (Битола) и Прилеп. Канонизиран скоро след смъртта му, а в катедралата „Света София“ в Охрид дори е имало малък престол, посветен на него.